# Bassett (Kansas)
Bassett is een plaats (city) in de Amerikaanse staat Kansas, en valt bestuurlijk gezien onder Allen County.

## Demografie
Bij de volkstelling in 2000 werd het aantal inwoners vastgesteld op 22.
In 2006 is het aantal inwoners door het United States Census Bureau geschat op eveneens 22.

## Geografie
Volgens het United States Census Bureau beslaat de plaats een oppervlakte van
0,3 km², waarvan 0,2 km² land en 0,1 km² water.

## Plaatsen in de nabije omgeving
De onderstaande figuur toont nabijgelegen plaatsen in een straal van 20 km rond Bassett.